# Stadionul Orășenesc (Rîbnița)
El Stadionul Orășenesc (en ruso: Gorodskoi Stadion) es un estadio de fútbol de usos múltiples ubicado en Rîbnița, Moldavia. Tiene capacidad para 4500 espectadores y está equipado con Césped. El estadio alberga los partidos de local del FC Iskra-Stali Rîbnița, equipo que milita en la Divizia A.